# Phare de Viskär
Le phare de Viskär (en suédois : Viskärs fyr) est un phare désactivé situé sur l'île du même nom, en mer Baltique centrale, appartenant à la commune de Norrköping, dans le Comté d'Östergötland (Suède).
Le phare de Viskär est inscrit au répertoire des sites et monuments historiques par la Direction nationale du patrimoine de Suède .

## Histoire
Désactivé en 1887, ce phare a d'abord équipé en 1890 la station de  Storkläppen, une île dans le comté de Kalmar. Cependant, cette station a été dévastée par une tempête en novembre de la même année. La tour a survécu et en 1894 elle a été transférée à Viskär.
La maison-phare est maintenant une résidence privée et les propriétaires ont maintenu le phare dans la condition excellente. Il est localisé sur une île  à environ 2,5 km  à l'est d'Arkösund (en).

## Description
Le phare  est une tour octogonale blanche de 11 mètres de haut, avec une galerie et une lanterne, attachée à une maison de gardien.
Identifiant : ARLHS : SWE-324 .
|            |
| La station |

### Lien connexe
- Liste des phares de Suède